# Peter-und-Paul-Kirche (Neckargartach)
Die Peter-und-Paul-Kirche  bestand von 823 bis 1572 im heutigen Heilbronner Stadtteil Neckargartach.

## Geschichte
Die Kirche stand südwestlich des Alt-Böllinger Hofes in Neckargartach. Sie wurde erstmals 823 urkundlich erwähnt. Im Jahre 1572 genehmigte man dem Heilbronner Katharinenspital, die Böllinger Kirche abzubrechen.